# Binisalem

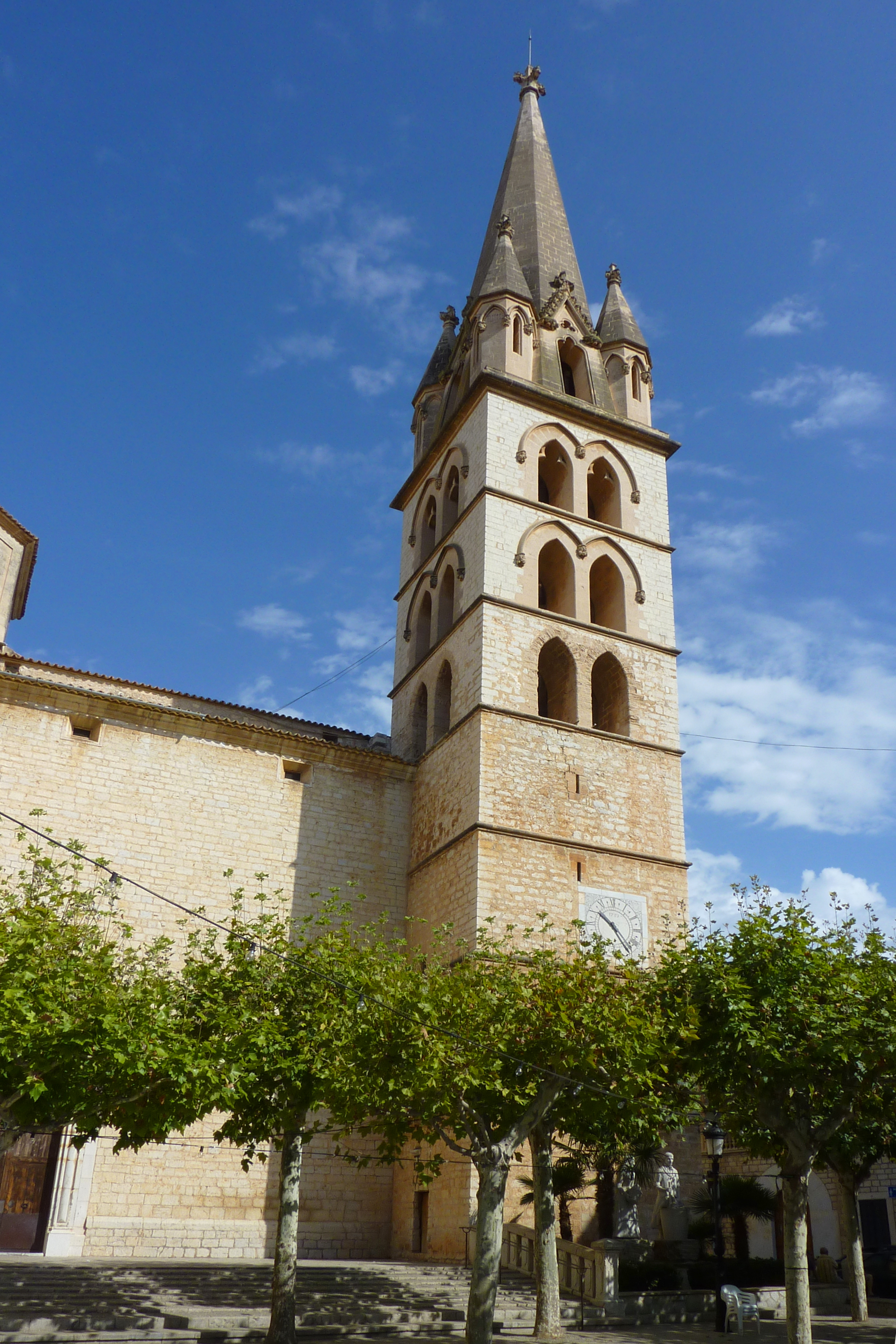
Campanario de la Iglesia de Santa María de Robines

Binisalem o Benisalén (oficialmente en catalán: Binissalem) es una localidad y municipio español de la comunidad autónoma de las Islas Baleares. Está situado en el centro de la isla de Mallorca y pertenece a la comarca del Raiguer. Posee 9134 habitantes según el censo de 2007. La superficie asciende a 29,8 kilómetros cuadrados, siendo la densidad poblacional de 212 habitantes por kilómetro cuadrado.
El municipio se encuentra a una altitud de 139 m s. n. m. y pertenece a una de las comarcas vitivinícolas más importantes de la isla, formada por los términos municipales de Santa María del Camino, Sancellas, Consell, Santa Eugenia y la propia Binisalem. Los vinos producidos en esta comarca que superan los controles establecidos quedan amparados por la Denominación de Origen Binisalem.
Según los lingüistas, el nombre del pueblo puede derivar bien de Banu Ssálam (hijos de la paz), o bien de Banu Ssálim (hijos de Ssálim).

## Demografía
Binisalem cuenta con una población de 9281 habitantes (INE 2024).
| Gráfica de evolución demográfica de Binisalem entre 1842 y 2021 |
| |
| Población de derecho según los censos de población del INE Población de hecho según los censos de población del INEEn estos censos se denominaba Binisalem: 1842, 1857, 1860, 1877, 1887, 1897, 1900, 1910, 1920, 1930, 1940, 1950, 1960, 1970, 1981 y 1991 |

## Administración y política
| Partido político                                   | 2023  | 2023  | 2023       | 2019  | 2019  | 2019       | 2015  | 2015  | 2015       | 2011       | 2011       | 2011       | 2007  | 2007  | 2007       |
| Partido político                                   | %     | Votos | Concejales | %     | Votos | Concejales | %     | Votos | Concejales | %          | Votos      | Concejales | %     | Votos | Concejales |
| Unió per Binissalem (UxB)                          | 40,85 | 1839  | 6          | 33,62 | 1491  | 5          | 16,23 | 670   | 2          | 12,05      | 475        | 1          | —     | —     | —          |
| Partido Popular (PP)                               | 21,06 | 948   | 3          | 25,77 | 1143  | 4          | 32,72 | 1351  | 5          | 55,78      | 2199       | 8          | 44,49 | 1724  | 6          |
| Més (PSM-IV-EN-APIB)                               | 17,50 | 788   | 2          | 16,93 | 751   | 2          | 28,94 | 1195  | 4          | 14,43      | 569        | 2          | 7,48  | 290   | 1          |
| Partit Socialista de les Illes Balears (PSIB-PSOE) | 11,79 | 531   | 2          | 14,20 | 630   | 2          | 14,68 | 606   | 2          | 15,75      | 621        | 2          | 30,97 | 1200  | 4          |
| Vox                                                | 5,42  | 244   | 0          | 2,45  | 109   | 0          | —     | —     | —          | —          | —          | —          | —     | —     | —          |
| Podem-Esquerra Unida de les Illes Balears (EUIB)   | 2,24  | 101   | 0          | 3,90  | 173   | 0          | —     | —     | —          | —          | —          | —          | —     | —     | —          |
| Ciudadanos (CS)                                    | —     | —     | —          | 2,61  | 116   | 0          | —     | —     | —          | —          | —          | —          | —     | —     | —          |
| Som Binissalem (SB)                                | —     | —     | —          | —     | —     | —          | 6,10  | 252   | 0          | —          | —          | —          | —     | —     | —          |
| Unió Mallorquina (UM)                              | —     | —     | —          | —     | —     | —          | —     | —     | —          | —          | —          | —          | 9,21  | 357   | 1          |
| Esquerra-ID                                        | —     | —     | —          | —     | —     | —          | —     | —     | —          | Con PSM-EN | Con PSM-EN | Con PSM-EN | 6,63  | 257   | 1          |